# Sporrakulla (naturreservat)
Sporrakulla är ett naturreservat i Östra Göinge kommun i Skåne län. Sporrakulla är även ett natura 2000-område. 
Området är naturskyddat sedan 2010 och är 22 hektar stort. Reservatet består av ädellövskog och lövängar här finns även den byggnadsminnesmärkta Sporrakullagården. Lövängarna som finns bevarade i Sporrakulla är typiska för den här delen av Skåne. 
De tre naturreservaten Dalshult, Sporrakulla och Grävlingabackarna ger tillsammans en bild av hur markerna har använts i hundratals år och fram till början av 1900-talet. 

## Tillgänglighet
Parkering finns ca 150 meter från Sporrakulla gård. Vandringsleder går genom reservaten Sporrakulla och Dalshult. 